# Феликс, Фелипе
Фели́пе Алме́йда Фе́ликс Квачантира́дзе (порт.-браз. Felipe Almeida Félix Kvachantiradze, род. 20 апреля 1985 года, Итаньяэн, Бразилия) — бразильский футболист, нападающий.

## Карьера
На юношеском уровне выступал за «Сан-Паулу», «Коринтианс», «Португезу», «Крисиуму», «Атлетико Паранаэнсе».
На профессиональном уровне играл в Португалии за клубы «Ош Назаренуш», «Пампильоза», «Торреенсе» и «Одивелаш».
С сезона 2008 года — игрок ФК «Спартак-Нальчик». В чемпионате России провёл 19 матчей, не забив ни одного мяча. Провёл один матч в розыгрыше Кубка России.
В июле 2009 года был отдан в аренду в азербайджанский клуб «Баку». На счету Феликса три мяча в квалификационных матчах Лиги чемпионов 2009/10 и один — в матче Лиги Европы.
В 2010 году играл в бразильском клубе «Рио-Бранко» (штат Сан-Паулу). В июне 2010 года стало известно, что Феликс нашёл новый вариант трудоустройства, но «Спартак-Нальчик» отказался отпускать игрока без компенсации. В августе 2010 года Феликс подписал годовой контракт с португальским клубом «Лейшойнш».
Летом 2011 года перешёл в венгерский «Ференцварош» и в первом же матче (в Лиге Европы против армянского «Улисса») забил гол. В 6 матчах чемпионата забил 1 гол, после чего расторг контракт с венгерским клубом.
В январе 2012 года объявился на просмотре в луганской «Заре».
27 февраля 2014 года Фелипе перешёл в команду второго дивизиона Китая «Пекин Баси».